# حالة غير قابلة للتبسيط (معادلات تكعيبية)
في الجبر وبالتحديد في إطار محاولات حلحلة المعادلات التكعيبية، حالة غير قابلة للتبسيط (باللاتينية: Casus irreducibilis) (بالإنجليزية: The irreducible case)‏ ،
هي حالة من الحالات اللائي يظهرن أثناء حلحلة المعادلات من الدرجة الثالثة أو أكبر من ذلك بمعاملات صحيحة من أجل الحصول على أصفار لهذه المعادلة عُبر عنهن باستعمال الجذور النونية.

## الحالات الثلاث للمميز
لتكن المعادلة
{\displaystyle ax^{3}+bx^{2}+cx+d=0}
- المميز أكبر قطعا من الصفر
- المميز أصغر قطعا من الصفر
- المميز يساوي الصفر

## النص الرسمي والبرهان
ليكن {\displaystyle K} حقلا ولتكن {\displaystyle P\in K\!\left[X\right]} متعددة حدود من الدرجة الثالثة، غير قابلة للاختزال على K، ولكنها تملك ثلاث جذور حقيقية (جذور تنتمي إلى الحقل المغلق الحقيقي ل K). إذن، الحالة غير القابلة للتبسيط تتمثل في كون التعبير عن جذور هذه المتعددة للحدود بواسطة الجذور، أمرا مستحيلا.
من أجل البرهان على ذلك، ينبغي الإشارة إلى أن المميز {\displaystyle \Delta } هو عدد موجب. نشكل إذن، امتداد الحقل {\displaystyle K\!\left({\sqrt {D}}\right)}
انظر إلى زمرة غالوا وإلى حقل مرتب وإلى امتداد أبيلي وإلى حقل شاطر.
{\displaystyle F\subset F({\sqrt {D}})\subset F({\sqrt {D}},{\sqrt[{p_{1}}]{\alpha _{1}}})\subset \cdots \subset K\subset K({\sqrt[{3}]{\alpha }})}

## الحلول المثلثية بدلالة كميات حقيقية
{\displaystyle t_{k}=2{\sqrt {-{\frac {p}{3}}}}\cos \left[{\frac {1}{3}}\arccos \left({\frac {3q}{2p}}{\sqrt {\frac {-3}{p}}}\right)-k{\frac {2\pi }{3}}\right]\quad {\text{for}}\quad k=0,1,2\,.}

## العلاقة مع تثليث الزاوية
{\displaystyle 4x^{3}-3x-\cos(\theta )=0.}
{\displaystyle -4y^{3}+3y-\sin(\theta )=0.}